# 渭原水电站
渭原水电站也称老虎哨电站，位于中华人民共和国吉林省集安市榆林镇老虎哨与朝鲜民主主义人民共和国慈江道渭原郡渭原邑之间的鸭绿江上，是鸭绿江已建梯级电站的第二级。
是跨國水壩之一，电站由中朝双方合资兴办、等半受益，电站由朝方建设和管理。工程于1978年开始施工，1991年竣工。拦河大坝为混凝土重力曲线坝，曲率半径400米，坝高55米，坝长625米。发电站为坝后式，总装机容量39万千瓦，年均发电量12亿千瓦时。坝址以上控制流域面积26276平方千米，水库水面面积39平方千米，总库容6.26亿立方米。